# Bartniki (Żyrardów)
Pour les articles homonymes, voir Bartniki.
Bartniki (prononciation : [bartˈniki]) est un village polonais de la gmina de Puszcza Mariańska dans le powiat de Żyrardów de la voïvodie de Mazovie dans le centre-est de la Pologne.
Il se situe à environ 8 kilomètres au nord-ouest de Puszcza Mariańska (siège de la gmina), 14 km à l'ouest de Żyrardów (siège du powiat) et à 57 km au sud-ouest de Varsovie (capitale de la Pologne).
Le village possède approximativement une population de 1 300 habitants en 2006.

## Histoire
De 1975 à 1998, le village appartenait administrativement à la voïvodie de Skierniewice.